# Кандидат у майстри
Кандидат у майстри спорту України з шахів — найвищий розряд у шаховій кваліфікації  України,  Росії  та країн колишнього СРСР.   
Є проміжним розрядом між першим розрядом та майстром на основі вимог Єдиної спортивної кваліфікації
Кандидат у майстри спорту з шахів належить до спортивних розрядів.

## Умови присвоєння
У Положенні про Єдину спортивну класифікацію України затвердженою Наказом Міністерства освіти і науки, молоді та спорту України від 13.12.2012  № 1413  у розділі  ІІ. Спортивні звання та спортивні розряди написано:
Стаття 2.2. В Україні присвоюються такі спортивні розряди:
кандидат у майстри спорту України;
У розділі IV. Порядок присвоєння спортивних звань та спортивних розрядів:
Стаття 4.2. Спортивні розряди "Кандидат у майстри спорту України", перший розряд присвоюють відповідним наказом керівники структурних підрозділів з фізичної культури і спорту Міністерства освіти і науки, молоді і спорту Автономної Республіки Крим, обласних, Київської та Севастопольської міських державних адміністрацій.
У наказі від 11.05.2021  № 1505 Зареєстровано в Міністерстві юстиції України 28 травня 2021 р. за № 706/36328  «Про затвердження Кваліфікаційних норм та вимог Єдиної спортивної класифікації України з видів спорту осіб з інвалідністю з ураженнями опорно-рухового апарату, порушеннями зору, слуху та розумового і фізичного розвитку (Додаток 29 до Кваліфікаційних норм та вимог Єдиної спортивної класифікації України з видів спорту осіб з інвалідністю з ураженнями опорно-рухового апарату, порушеннями зору, слуху та розумового і фізичного розвитку (пункт 29 розділу I)) присвоюється також розряд Кандидат у майстри спорту України,  як для чоловіків так і для жінок.
Шахи
Чоловіки та жінки
Посісти місце на одному з перелічених змагань:
Кандидат у майстри спорту України
1-3 - на чемпіонаті України в особистому заліку або 1-2 - у командному заліку за участі у турнірі не менше чотирьох кандидатів у майстри спорту України;
або набрати 60% очок у турнірі за участі не менше чотирьох кандидатів у майстри спорту України.
У наказі від 24.04.2014 № 1305 Міністерства молоді та спорту України  «Про затвердження Кваліфікаційних норм та вимог Єдиної спортивної класифікації України з неолімпійських видів спорту» {Заголовок Наказу із змінами, внесеними згідно з Наказом Міністерства молоді та спорту № 2674 від 15.08.2014} написано:
Додаток 111 до Кваліфікаційних норм та вимог Єдиної спортивної класифікації України
з неолімпійських видів спорту (пункт 111) 
Шахи
Чоловіки та жінки
Вікові групи спортсменів згідно з правилами Міжнародної федерації шахів (FIDE):
юнаки та дівчата: до 18 років;
кадети: до 12 років;
юніори: 19-20 років;
дорослі: 21 рік та старше.
ІК ФШУ - індивідуальний коефіцієнт Федерації шахів України.
Умови присвоєння спортивних звань і розрядів:
Очні змагання
Чоловіки та жінки
Кандидат у майстри спорту України
Посісти місця в одному з перерахованих змагань відповідно до умов присвоєння спортивних звань і розрядів:
1місце - на чемпіонатах світу, Європи серед юнаків та дівчат (8-14 років) (класичні шахи);
1місце - на чемпіонаті України серед юніорів, юнаків та дівчат (14-20 років) (класичні шахи).
Виконати норматив, наведений у кваліфікаційній таблиці для присвоєння спортивного розряду "Кандидат у майстри спорту України", та досягти упродовж 1 року з часу виконання нормативу ІК ФШУ 2100 для чоловіків та 2050 для жінок (класичні шахи).
Кваліфікаційна таблиця для присвоєння спортивного розряду "Кандидат у майстри спорту України"
| Класифікація суперників у змаганнях       | % очок від кількості партій у змаганнях |
| Майстер спорту України міжнародного класу | 10                                      |
| Майстер спорту України                    | 25                                      |
| Кандидат у майстри спорту України         | 55                                      |
| Перший розряд                             | 75                                      |
| Другий розряд                             | 100                                     |

Стаття 6. Контроль часу у змаганнях з нормою "Майстер спорту України", "Кандидат у майстри спорту України":
90 хвилин до кінця партії із застосуванням механічних годинників (тільки норми розрядів);
90 хвилин та додатково 30 секунд за кожний хід до кінця партії із застосуванням електронних годинників;
90 хвилин на 40 ходів + 30 хвилин до кінця партії (з додаванням 30 секунд за кожний хід або без додавання);
2 години до кінця партії;
2 години на 40 ходів + 30 хвилин до кінця партії (з додаванням 30 секунд за кожний хід або без додавання);
2 години на 40 ходів + 60 хвилин до кінця партії (з додаванням 30 секунд за кожний хід або без додавання);
100 хвилин на 40 ходів + 50 хвилин на 20 ходів + 15 хвилин до кінця партії (з додаванням 30 секунд за кожний хід).
Стаття 7. Для присвоєння спортивного розряду "Кандидат у майстри спорту України" за виконаним нормативом кваліфікаційної таблиці для присвоєння спортивного розряду "Кандидат у майстри спорту України" повинно бути зіграно не менше 9 партій у змаганнях за коловою або швейцарською системою або не менше 7 партій у командних змаганнях. При цьому повинно бути зіграно не менше 6 (у командних змаганнях - 5) та не менше половини партій зі спортсменами, які мають спортивний розряд "Кандидат у майстри спорту України", з поточним ІК ФШУ не менше 2050 (чоловіки) або 2000 (жінки) або шахістами зі званнями. Середній ІК ФШУ суперників повинен бути не нижче 2050.
8.  У змаганнях з нормативами розрядів та звань повинно бути зіграно не більше двох партій на день при загальній кількості партій не менше 9.
12. Норматив для присвоєння спортивного звання "Майстер спорту України" встановлюється кваліфікаційною комісією Федерації шахів України (далі - ФШУ). Завірені таблиці змагань з нормативом для присвоєння спортивного звання "Майстер спорту України" та спортивного розряду "Кандидат у майстри спорту України" направляються до кваліфікаційної комісії ФШУ. Виконання нормативу для присвоєння спортивного звання "Майстер спорту України" у змаганні за швейцарською системою затверджується кваліфікаційною комісією ФШУ.
13. Відповідні кваліфікаційні комісії враховують результати змагань кожного учасника, починаючи з другого розряду, і фіксують результати у кваліфікаційному квитку й облікових картах та ведуть загальний облік.
14. Спортивне звання "Майстер спорту України" присвоюється з 12 років, спортивні розряди з 6 років.
15. Наявність шахових годинників та запис партій у змаганнях для присвоєння третього розряду і вище обов’язкова.